# Jürgen Roelandts
Jürgen Roelandts (Asse, 2 juli 1985) is een voormalig Belgisch wielrenner. Hij is de schoonbroer van wielerprof Jens Debusschere.

## Carrière

### 2008
Op 29 juni 2008 werd hij Belgisch kampioen op de weg voor Sven Vanthourenhout, Niko Eeckhout, Greg Van Avermaet en Tom Boonen. Later in dat jaar behaalde Roelandts als sprinter nog enkele overwinningen in Circuit Franco-Belge en  de Ronde van Polen. 

### 2009-2010
In 2009 werd het wat stiller rond Roelandts, maar pech was een rode draad door zijn seizoen, met diezelfde pech kreeg hij ook in 2010 te maken. Maar ondanks dat reed Roelandts toch een mooi seizoen met ereplaatsen in Gent-Wevelgem (zesde) en Kuurne-Brussel-Kuurne, maar hij ontpopte zich ook tot sprinter, dat bewees hij met een vierde plaats in de slotrit van de Ronde van Frankrijk met aankomst op de Champs-Élysées dat bekendstaat als een sprintersbal en een derde plaats in de sprintklassieker Memorial Rik van Steenbergen.

### 2011
In 2011 besloot Roelandts sterker dan ooit terug te keren en deed dat met verve, hij boekte ereplaatsen in de E3-Prijs Vlaanderen (tweede), Parijs-Roubaix (veertiende) en het Wereldkampioenschap (vijfde). Ook leek er een overwinning aan te komen, wat toch al drie jaar geleden was voor Roelandts, maar tevergeefs in de laatste rit van de Eneco Tour had hij uitzicht op de overwinning, maar ging hij onderuit in de laatste bocht, Edvald Boasson Hagen won die rit. 

### 2012
Begin 2012 in de eerste rit van de Tour Down Under ging Roelandts weer tegen de vlakte, deze keer met ernstige gevolgen, hij zat met een bloedklonter en gebroken nekwervels waardoor hij pas midden mei zijn comeback kon maken. In de Heistse Pijl werd hij meteen vierde, ook in de Ronde van België en de Ronde van Luxemburg maakte hij een uitstekende beurt. In Luxemburg kon hij de laatste rit zelfs winnen, in echt flandrienweer reed hij solo naar de overwinning. Het was al vier jaar geleden dat Roelandts nog eens een koers won, hij zag dit als een nieuwe start na veel pech. Op de Olympische Zomerspelen 2012 in Londen werd hij zevende en beste Belg in de olympische wegrit. Ook in het najaar eindigde hij sterk met winst in de Eurométropole Tour. Een week later maakte hij in de memorial Frank Vandenbroucke weer een zware smak en brak zijn sleutelbeen.

### 2013
Op 31 maart behaalde hij een derde plaats in de Ronde van Vlaanderen nadat hij in de spurt om de tweede plaats geklopt werd door de Slowaak Peter Sagan.

### 2015
Op 29 maart 2015 werd Roelandts zevende tijdens de Gent-Wevelgem. Na zestig kilometer alleen in de aanval te hebben gereden, werd hij op 20 kilometer afstand van de eindstreep ingehaald door de achtervolgende groep. Michel Wuyts noemde hem nadien de morele winnaar van de dag.

### 2020
Op 15 oktober 2020 maakte Roelandts bekend dat hij per direct stopt met wielrennen.

### 2023
Movistar Team, ploeg waar hij zijn laatste twee profseizoenen doorbracht, kondigt op 16 november 2022 aan dat Roelandts vanaf seizoen 2023 als nieuwe ploegleider toetreedt tot de sportieve staf.

## Palmares

### Overwinningen
2006
2e etappe Ronde van Normandië
2008
 Belgisch kampioenschap op de weg, Elite
4e etappe Ronde van Polen
3e etappe Circuit Franco-Belge
2009
Rushesklassement Ronde van België
Puntenklassement Ronde van Polen
2010
Jongerenklassement Tour Down Under
2012
4e etappe Ronde van Luxemburg
1e etappe Eurométropole Tour
Eind- en puntenklassement Eurométropole Tour
2013
5e etappe Ronde van de Middellandse Zee
Puntenklassement Ronde van de Middellandse Zee
2015
Grote Prijs Jean-Pierre Monseré
Puntenklassement Eurométropole Tour
2018
3e (ploegentijdrit) en 5e etappe Ronde van Valencia
Gullegem Koerse

### Resultaten in voornaamste wedstrijden
| Jaar | Ronde van Italië | Ronde van Frankrijk | Ronde van Spanje |
| ---- | ---------------- | ------------------- | ---------------- |
| 2008 |                  |                     |                  |
| 2009 |                  |                     | 119e             |
| 2010 |                  | 120e                |                  |
| 2011 |                  | 85e                 |                  |
| 2012 |                  | 104e                |                  |
| 2013 |                  | 160e                |                  |
| 2014 |                  | 111e                |                  |
| 2015 |                  |                     |                  |
| 2016 | opgave           | 126e                |                  |
| 2017 |                  | 136e                |                  |
| 2018 | 124e             |                     |                  |
| 2019 |                  |                     |                  |
| 2020 |                  |                     |                  |

| Jaar | Milaan-San Remo | Gent-Wevelgem | Ronde van Vlaanderen | Parijs-Roubaix | Amstel Gold Race | E3 Harelbeke | Omloop Het Nieuwsblad | Cyclassics Hamburg |  | WK op de weg |  | Wereldranglijsten |
| ---- | --------------- | ------------- | -------------------- | -------------- | ---------------- | ------------ | --------------------- | ------------------ |  | ------------ |  | ----------------- |
| 2008 |                 | 118e          |                      | opgave         |                  | 78e          |                       |                    |  |              |  | 82e (UPT)         |
| 2009 | 90e             |               |                      |                |                  | opgave       |                       | 33e                |  |              |  | 166e (UWK)        |
| 2010 | 101e            | 6e            | 87e                  | 39e            |                  |              | 29e                   | 12e                |  | opgave       |  | 81e (UWK)         |
| 2011 | 34e             |               | 54e                  | 14e            |                  | ↑            | 9e                    | 6e                 |  | 5e           |  | 73e (UWT)         |
| 2012 |                 |               |                      |                |                  |              |                       | 61e                |  | 34e          |  | 79e (UWT)         |
| 2013 | 16e             | opgave        | ↑                    | 43e            |                  | 60e          | 8e                    | 72e                |  |              |  | 51e (UWT)         |
| 2014 | 23e             | 10e           | opgave               |                |                  | 12e          | 13e                   | 30e                |  |              |  | 146e (UWT)        |
| 2015 | 11e             | 7e            | 8e                   | 21e            | 66e              | 7e           |                       | 67e                |  |              |  | 52e (UWT)         |
| 2016 | ↑               | 7e            | 17e                  | 78e            | 96e              | opgave       | 20e                   | 11e                |  | 14e          |  | 57e (UWT)         |
| 2017 | 83e             | 41e           | opgave               | 22e            |                  |              | 15e                   |                    |  |              |  | 242e (UWT)        |
| 2018 | 5e              | 95e           | 27e                  | opgave         |                  | 12e          | opgave                | 11e                |  |              |  | 94e (UWT)         |
| 2019 | 149e            | 60e           | 68e                  | opgave         |                  | opgave       | 25e                   | 86e                |  |              |  |                   |
| 2020 |                 |               |                      |                |                  |              | 16e                   |                    |  |              |  |                   |

### Resultaten in kleinere rondes
| Jaar | Tour Down Under | Parijs-Nice | Tirreno-Adriatico | Critérium du Dauphiné | Ronde van Zwitserland | Ronde van Polen | Eneco Tour |
| ---- | --------------- | ----------- | ----------------- | --------------------- | --------------------- | --------------- | ---------- |
| 2008 |                 |             |                   |                       | 74e                   | 38e (1)         | 9e         |
| 2009 |                 | opgave      |                   |                       | 117e                  | 55e             |            |
| 2010 | 8e              | opgave      |                   | 77e                   |                       |                 | 10e        |
| 2011 | 27e             | 65e         |                   | opgave                |                       |                 | 56e        |
| 2012 | opgave          |             |                   |                       |                       |                 | 50e        |
| 2013 | 49e             |             | 65e               |                       |                       |                 | 45e        |
| 2014 | 34e             |             | 81e               | opgave                |                       |                 | 37e        |
| 2015 |                 |             | 58e               |                       | 84e                   |                 | opgave     |
| 2016 |                 |             | 64e               |                       | opgave                |                 | 54e        |
| 2017 |                 |             | 87e               |                       | opgave                |                 |            |
| 2018 |                 | 35e         |                   |                       |                       |                 |            |
| 2019 |                 | 94e         |                   |                       | 103e                  |                 | 90e        |
| 2020 | 50e             |             |                   |                       |                       | opgave          | opgave     |

## Ploegen
- 2004 –  Jong Vlaanderen 2016
- 2005 –  Bodysol-Win for Life-Jong Vlaanderen
- 2006 –  Bodysol-Win for Life-Jong Vlaanderen
- 2007 –  Davitamon-Win For Life-Jong Vlaanderen
- 2008 –  Silence-Lotto
- 2009 –  Silence-Lotto
- 2010 –  Omega Pharma-Lotto
- 2011 –  Omega Pharma-Lotto
- 2012 –  Lotto-Belisol
- 2013 –  Lotto-Belisol
- 2014 –  Lotto-Belisol
- 2015 –  Lotto Soudal
- 2016 –  Lotto Soudal
- 2017 –  Lotto Soudal
- 2018 –  BMC Racing Team
- 2019 –  Movistar Team
- 2020 –  Movistar Team

Wielerploegen van Jürgen Roelandts
De Ketele · De Neef · De Wilde · Hovelijnck · Huysmans · Jacobs · Keisse · Meirhaeghe · Paulissen · Ranson · Renders · Roelandts · Schets · Steurs · Uytterhoeven · Van De Gehuchte · Van den Abeele · Van Der Hasselt · Van Rooy · Verspeeten · Wijnands · Wynants
Cornu · De Greef · De Ketele · De Neef · De Poortere · De Wilde · De Zutter · Ingels · Lievens · Neyens · Paulissen · Roelandts · Schets · Van der Slagmolen · Van Hoovels · Van Rij · Van Rooy · Vanendert · Vanheule
Baugnies · Cordeel · Cornu · Crabbé · De Greef · De Ketele · De Neef · De Poortere · De Zutter · Lievens · Neyens · Paulissen · Poleunis · Roelandts · Schets · Van Avermaet · Van den Houte · Van Rij · Van Rooy · Vanendert · Vens
Baugnies · Claeys · Crabbé · Croket · De Greef · De Ketele · De Neef · De Poortere · De Zutter · Goddaert · Joseph · Leys · Mertens · Neyens · Paulissen · Poleunis · Roelandts · Schets · Sys · Van den Houte · Vanderaerden · Vandousselaere · Vens · Wynants
Aerts · Bileka · Brandt · Cioni · Cornu · De Greef · Devenyns · De Vocht · D'Hollander · Dockx · Evans · Gardeyn · Gates · Hoste · Jacobs · Kaisen · Lloyd · McEwen · Popovytsj · Roelandts · Roesems · Sentjens · Steurs · Tjallingii · Van Avermaet · Van den Broeck · Van Huffel · Vansevenant · Vansummeren
Aerts · Brandt · Cretskens · De Greef · Dehaes · Dekker · Delage · D'Hollander · Dockx · Elijzen · Evans  · Gardeyn · Gilbert · Hoste · Jacobs · Kaisen · Lang · Ljungblad · Lloyd · Roelandts · Scheirlinckx · Sentjens · Stubbe · Van Avermaet · Van den Broeck · Vanendert · Vansummeren · Wegelius · Blythe (stagiair) · Boeckmans (stagiair) · Eijssen (stagiair)
Aerts · Bakelants · Blythe · Brandt · Cretskens · De Greef · Dehaes · Delage · D'Hollander · Elijzen · Gilbert · Hoste · Kaisen · Lang · Ljungblad · Lloyd · Löwik · Moreno · Péraud · Roelandts · Scheirlinckx · Stubbe · Van Avermaet · Van den Broeck · Vanendert · Van Goolen · Wegelius · De Winter (stagiair) · Debusschere (stagiair) 
Aerts · Bakelants · Blythe · Boucher · De Clercq · De Greef · Debusschere · Dehaes · Dockx · Gilbert · Greipel · Hansen · Kaisen · Lang · Lloyd · Lodewyck · Neyens · Pujol · Reynés · Roelandts · Sieberg · Van De Walle · Van den Broeck · Vandousselaere · Vanendert · Veikkanen · Willems · Van der Sande (stagiair) 
Bak · Bille · Bulgaç · Cordeel · De Clercq · De Greef · Debusschere · Dehaes · Dockx · Greipel · Hansen · Henderson · Kaisen · Meersman · Neyens · Reynés · Robert · Roelandts · Sieberg · Sohrabi · Van der Sande · Van De Walle · D. Vanendert · J. Vanendert · van Leijen · Vangenechten · Wellens · Van den Broeck · Willems · Sprengers (stagiair) · Wippert (stagiair) 
Bak · Bellemakers · Bille · Bulgaç · Cordeel · De Clercq · De Greef · Debusschere · Dehaes · Dockx · Greipel · Hansen · Henderson · Kaisen · Meersman · Neyens · Reynés · Robert · Roelandts · Sieberg · Van der Sande · Van De Walle · D. Vanendert · J. Vanendert · van Leijen · Vangenechten · Wellens · Van den Broeck · Willems · Broeckx (stagiair) · Carolus (stagiair) 
Armée · Bak · Boeckmans · Breen · Broeckx · De Bie · Debusschere · De Clercq · Dehaes · Dockx · Gallopin · Greipel · Hansen · Henderson · Kaisen · Ligthart · Monfort · Roelandts · Sieberg · Vallée · Van den Broeck · Van der Sande · D. Vanendert · J. Vanendert · Van Genechten · Vervaeke · Wellens · Willems · Benoot (stagiair) · Meurisse (stagiair) · Naesen (stagiair)
Armée · Bak · Benoot · Boeckmans · Breen · Broeckx · De Buyst · De Bie · Debusschere · De Clercq · De Gendt · Dehaes · Dockx · Gallopin · Greipel · Hansen · Henderson · Ligthart · Monfort · Roelandts · Sieberg · Vallée · Van den Broeck · Van der Sande · D.Vanendert · J.Vanendert · Vervaeke · Wellens · Frison (stagiair) · Van Gestel (stagiair) · Van Rooy (stagiair)
Armée · Bak · Benoot · Boeckmans · Broeckx · De Buyst · De Bie · De Clercq · De Gendt · Debusschere · Dockx · Frison · Gallopin · Greipel · Hansen · Henderson · Ligthart · Marczyński · Monfort · Roelandts · Sieberg · Valls · Van der Sande · Vanendert · Vervaeke · Wallays · Wellens · Deltombe (stagiair) · Goolaerts (stagiair) · Shaw (stagiair)
Armée · Bak · Benoot · Boeckmans · De Bie · De Buyst · De Clercq · De Gendt · Debusschere · Frison · Gallopin · Greipel · Hansen · Hofland · Maes · Marczyński · Mertz · Monfort · Roelandts · Shaw · Sieberg · Valls · Van der Sande · Vanendert · Vervaeke · Wallays · Wellens · Wouters · Leysen (stagiair) · Planckaert (stagiair) · Van Gompel (stagiair)
Bettiol · Bevin · Bohli · Bookwalter · Caruso · De Marchi · Dennis   · Drucker · Frankiny · Gerrans · Küng · Porte · Roche · Roelandts · Rosskopf · Schär · Scotson · Teuns · Van Avermaet  · van Garderen · Van Hooydonck · Ventoso · Vliegen · Wyss
Amador · Anacona · Arcas · Barbero · Bennati · Betancur · Carapaz · Carretero · Castrillo · Erviti · Fernández · Landa · Mas · Oliveira · Pedrero · Prades · Quintana · Roelandts · Rojas · Rosón · Sepúlveda · Soler · Sütterlin · Valls · 
Valverde  · Verona
Alba · Arcas · Betancur (tot 31/08) · Carretero · Cataldo · Cullaigh · Elosegui · Erviti · Hollmann · Jacobs · Jorgenson · E. Mas · L. Mas · Mora · Norsgaard · Oliveira · Pedrero · Prades · Roelandts · Rojas · Rubio · Samitier · Sepúlveda · Soler · Torres · Valverde · Verona · Villella